# Casa Sagrera (Palafrugell)
La Casa Sagrera és una obra eclèctics de Palafrugell (Baix Empordà) inclosa a l'Inventari del Patrimoni Arquitectònic de Catalunya.

## Descripció
Situada al nucli de Calella de Palafrugell, al barri d'estiueig del Canadell, és una casa unifamiliar de grans dimensions, formada per planta baixa, pis i terrat. A la façana principal, encarada al mar, hi ha franges ornamentals verticals i horitzontals. En conjunt la decoració és de tipus clàssic (palmetes, pilastres, capitells...); les obertures són rectangulars, la més remarcable és el balcó centrat al primer pis. Davant de la façana hi ha un espai de jardí clos per una tanca que té pilars amb florons decoratius.

## Història
La casa Sagrera és un dels edificis d'estiueig bastits durant el darrer quart segle xix al barri del Canadell al costat de la platja.